# Borja Granero
Borja Granero Niñerola (Casinos, Comunidad Valenciana, 30 de junio de 1990) es un futbolista español que juega en la posición de centrocampista o defensa en el Gimnàstic de Tarragona de la Primera Federación.
Es hijo del técnico José Carlos Granero y actualmente estudia el grado en Ciencias de la Actividad Física y del Deporte en la Universidad Europea del Atlántico, a las afueras de Santander (Cantabria).

## Trayectoria
Se formó en la cantera del Valencia C. F. Dejó su filial en enero de 2011 y se unió al Recreativo de Huelva.
En la temporada 2013-14 fichó por el Racing de Santander, con el que consiguió un ascenso a Segunda División en su primer año. No pudieron mantener la categoría y estuvieron cerca de recuperarla en dos ocasiones, en las que disputaron los play-off, antes de marcharse en 2018 al Extremadura U. D. para volver a competir en la categoría de plata.
En septiembre de 2020 firmó con el Real Club Deportivo de La Coruña para jugar nuevamente en la Segunda División B. Estuvo dos temporadas y media, y el 19 de enero de 2023 se confirmó su fichaje por el C. D. Castellón. Con este equipo logró ascender a Segunda División antes de marcharse en junio de 2024 al C. D. Alcoyano. En el primer tramo de la temporada jugó 18 partidos y en enero se incorporó al Gimnàstic de Tarragona con un contrato para lo que restaba de campaña.

## Clubes
| Club                         | País   | Año       |
| ---------------------------- | ------ | --------- |
| Valencia C. F. "B"           | España | 2009-2011 |
| R. C. Recreativo de Huelva   | España | 2011-2013 |
| Racing de Santander          | España | 2013-2018 |
| Extremadura U. D.            | España | 2018-2020 |
| R. C. Deportivo de La Coruña | España | 2020-2023 |
| C. D. Castellón              | España | 2023-2024 |
| C. D. Alcoyano               | España | 2024-2025 |
| Gimnàstic de Tarragona       | España | 2025-     |